# Liste der Kulturgüter in Bottens
Die Liste der Kulturgüter in Bottens enthält alle Objekte in der Gemeinde Bottens im Kanton Waadt, die gemäss der Haager Konvention zum Schutz von Kulturgut bei bewaffneten Konflikten, dem Bundesgesetz vom 20. Juni 2014 über den Schutz der Kulturgüter bei bewaffneten Konflikten sowie der Verordnung vom 29. Oktober 2014 über den Schutz der Kulturgüter bei bewaffneten Konflikten unter Schutz stehen.
Objekte der Kategorie A sind im Gemeindegebiet nicht ausgewiesen, Objekte der Kategorie B sind vollständig in der Liste enthalten, Objekte der Kategorie C fehlen zurzeit (Stand: 1. Januar 2023).

## Kulturgüter
| Foto |                                                                                         | Objekt | Kat. | Typ | Standort                      | Beschreibung |
| ---- | --------------------------------------------------------------------------------------- | --- | ---- | --- | ----------------------------- | ------------ |
| ja   | Datei hochladen · Wikidata zu Katholische Kirche Saint-Étienne mit Friedhof (Q29890570) | Katholische Kirche Saint-Étienne mit Friedhof / Église catholique Saint-Étienne avec cimetière KGS-Nr.: 05959 | B    | G   | Les Placettes 540322 / 163547 |              |